# Faccia a faccia (programma televisivo)
Faccia a faccia  è stato un programma televisivo italiano di genere talk show, in onda la domenica su LA7 dal 2016 al 2018 con la conduzione di Giovanni Minoli.

## Trasmissione
Si tratta di un rifacimento di Mixer, talk show in onda negli anni 1980 e 1990 sulla RAI, di cui riprende in parte anche la sigla originale, Jazz Carnival degli Azymuth riarrangiata in chiave jazz.
Attraverso le interviste si parla di tematiche e scenari italiani e internazionali.
All'interno del programma vi è un ogni puntata anche un editoriale di Pietrangelo Buttafuoco e lo spazio satirico di Sora Cesira.
A partire dal 6 novembre 2016 fino al 5 novembre 2017, il programma andava in onda alle 20:30, ma dal 12 novembre 2017 andava in onda alle 14:00 lasciando spazio alle 20:30 al nuovo programma di Massimo Giletti, Non è l'Arena appena approdato a LA7.

## Edizioni
| Edizione | Periodo   | Inizio          | Fine           | Conduzione      | Puntate |
| -------- | --------- | --------------- | -------------- | --------------- | ------- |
| 1ª       | 2016-2017 | 6 novembre 2016 | 28 maggio 2017 | Giovanni Minoli | 26      |
| 2ª       | 2017-2018 | 29 ottobre 2017 | 3 giugno 2018  | Giovanni Minoli | 29      |

## Puntate

### Prima stagione (2016-2017)
| Puntata | Messa in onda    | Intervistato                            |
| ------- | ---------------- | --------------------------------------- |
| 1       | 6 novembre 2016  | Matteo Renzi                            |
| 2       | 13 novembre 2016 | Vincenzo Boccia                         |
| 3       | 20 novembre 2016 | Stefano Parisi                          |
| 4       | 27 novembre 2016 | Tarak Ben Ammar                         |
| 5       | 4 dicembre 2016  | Gianni Rivera                           |
| 6       | 11 dicembre 2016 | Alessandro Di Battista                  |
| 7       | 18 dicembre 2016 | Alex Zanardi                            |
| 8       | 8 gennaio 2017   | Paolo Sorrentino                        |
| 9       | 15 gennaio 2017  | Carlo Calenda                           |
| 10      | 22 gennaio 2017  | Michele Emiliano                        |
| 11      | 29 gennaio 2017  | Giorgia Meloni e Guido Bertolaso        |
| 12      | 5 febbraio 2017  | Luca Zaia e Raffaele Sollecito          |
| 13      | 12 febbraio 2017 | Giulio Tremonti e Gianni Oliva          |
| 14      | 19 febbraio 2017 | Andrea Orlando                          |
| 15      | 26 febbraio 2017 | Angelino Alfano e Ignazio Marino        |
| 16      | 5 marzo 2017     | Cesare Romiti                           |
| 17      | 12 marzo 2017    | Michele Maio                            |
| 18      | 19 marzo 2017    | Simone Moro                             |
| 19      | 26 marzo 2017    | Giovanni Malagò                         |
| 20      | 2 aprile 2017    | Brunello Cucinelli e Leonardo Cenci     |
| 21      | 9 aprile 2017    | Ilaria Capua                            |
| 22      | 23 aprile 2017   | Raffaele Cantone                        |
| 23      | 7 maggio 2017    | Dario Franceschini                      |
| 24      | 14 maggio 2017   | Beatrice Lorenzin e Alessandro Benetton |
| 25      | 21 maggio 2017   | Giovanni Legnini e Oscar Farinetti      |
| 26      | 28 maggio 2017   | Domenico Cempella e Vincenzo Boccia     |

### Seconda stagione (2017-2018)
| Puntata | Messa in onda    | Intervistato                                                            |
| ------- | ---------------- | ----------------------------------------------------------------------- |
| 1       | 29 ottobre 2017  | Federica Angeli e Giorgio Gori                                          |
| 2       | 5 novembre 2017  | Antonio Polito e Gianni Morandi                                         |
| 3       | 12 novembre 2017 | Massimo Giletti e Gianni Morandi                                        |
| 4       | 19 novembre 2017 | Franco Carraro e Flavio Briatore                                        |
| 5       | 26 novembre 2017 | Carlo Calenda                                                           |
| 6       | 3 dicembre 2017  | Ennio Doris                                                             |
| 7       | 10 dicembre 2017 | Giorgia Meloni e Andrea Orlando                                         |
| 8       | 17 dicembre 2017 | Marco Cappato                                                           |
| 9       | 7 gennaio 2018   | Roberto Napoletano                                                      |
| 10      | 14 gennaio 2018  | Nicola Gratteri                                                         |
| 11      | 21 gennaio 2018  | Carlo Verdone e Tullio Del Sette                                        |
| 12      | 28 gennaio 2018  | Matteo Salvini                                                          |
| 13      | 4 febbraio 2018  | Roberto Burioni                                                         |
| 14      | 11 febbraio 2018 | Adriano Galliani e Roberta Lombardi                                     |
| 15      | 18 febbraio 2018 | Silvio Berlusconi e Beatrice Lorenzin                                   |
| 16      | 25 febbraio 2018 | Giulio Santagata e Dario Franceschini                                   |
| 17      | 4 marzo 2018     | Michele Maio                                                            |
| 18      | 11 marzo 2018    | Ernesto Preatoni e Michele Emiliano                                     |
| 19      | 18 marzo 2018    | Roberto Napoletano                                                      |
| 20      | 25 marzo 2018    | Alberto Negri, Gian Franco Svidercoschi e Giancarlo Giorgetti           |
| 21      | 8 aprile 2018    | Carlo Cottarelli e Mario Moretti Polegato                               |
| 22      | 15 aprile 2018   | Sergio Romano, Marcello Minenna e Giovanni Toti                         |
| 23      | 22 aprile 2018   | Luciano Fontana, Alessandro Barbano, Gianandrea Gaiani e Vito Gamberale |
| 24      | 29 aprile 2018   | Francesco Boccia e Antonio Tajani                                       |
| 25      | 6 maggio 2018    | Selvaggia Lucarelli, Alberto Negri e Matteo Richetti                    |
| 26      | 13 maggio 2018   | Claudio Cerasa e Massimo Garavaglia                                     |
| 27      | 20 maggio 2018   | Licia Ronzulli e Simone Moro                                            |
| 28      | 27 maggio 2018   | Germano Maifreda e Mario Mori                                           |
| 29      | 3 giugno 2018    | Roberto Napoletano e Dario Nardella                                     |